# Clemens Fritz
Clemens Fritz (sinh ngày 7 tháng 12 năm 1980 ở Erfurt, Tây Đức) là một cầu thủ bóng đá người Đức hiện đang là hậu vệ của Werder Bremen.Anh được biết đến nhiều với tốc độ và khả năng chuyển bóng.

## Sự nghiệp câu lạc bộ
Fritz bắt đầu sự nghiệp chơi bóng cùng câu lạc bọ Rot-Weiss Erfurt. Vào mùa hè 2001, anh gia nhập đội bóng hạng hai Bundesliga Karlsruher SV và ghi 5 bàn trong 32 lần ra sân. Khi anh gia nhập Bayer Leverkusen vào năm 2003, anh được đem trở lại cho Karlsruher mượn để được chơi thường xuyên. Anh vào đội hình một của Leverkusen ở giai đoạn hai mùa giài 2003-2004 sau khi chứng tỏ được khả năng ở đội trẻ.Fritz chơi thêm 14 trận nữa cho Leverkusen ở mùa giải đó, giúp Leverkusen có xuất dự UEFA Champions League.Vào năm 2003, anh bị gãy chân trong trận gặp đội Rot-Wiess Essen ở loạt trận giao hữu trước mùa giải, khiến anh phải nghỉ đến hết mùa. Anh trở thành cầu thủ quan trọng trong đội hình của Leverkusen cho đến khi anh gia nhập Werder Bremen vào mùa hè 2006.

## Thi đấu quốc tế
Đã từng chơi cho đội U-18 và U-21 Đức, Fritz có trận ra mắt trong màu áo đội tuyển quốc gia vào tháng 10 năm 2006 trong trận thắng 4-1 trước Slovakia.Vào tháng 6 năm sau đó, anh ghi bàn đầu tiên ở đội tuyển quốc gia trong trận thắng 6-0 trước San Marino.

### Euro 2008
Fritz được lựa chọn cho 23 gương mặt thi đấu ở Euro 2008 ở Áo và Thuỵ Sĩ vào mùa hè 2008.Anh xuất hiện trong trận đầu tiên của Đức tiếp Ba Lan, trận này Đức thắng 2-0.Anh cũng xuất hiện trong trận đấu thứ hai gặp Croatia, nhưng trận này thua 2-1.

## Thống kê sự nghiệp

### Trong màu áo câu lạc bộ
Tính đến 14 tháng 5 năm 2016.
| Câu lạc bộ          | Mùa giải            | Bundesliga          | Bundesliga | Bundesliga | DFB-Pokal | DFB-Pokal | Châu Âu | Châu Âu | Tổng cộng | Tổng cộng |
| Câu lạc bộ          | Mùa giải            | Hạng                | Trận       | Bàn        | Trận      | Bàn       | Trận    | Bàn     | Trận      | Bàn       |
| ------------------- | ------------------- | ------------------- | ---------- | ---------- | --------- | --------- | ------- | ------- | --------- | --------- |
| Rot-Weiß Erfurt     | 2000–01             | Regionalliga Süd    | 32         | 10         | 1         | 0         | –       | –       | 33        | 10        |
| Karlsruher SC       | 2001–02             | 2. Bundesliga       | 31         | 5          | 1         | 0         | –       | –       | 32        | 5         |
| Karlsruher SC       | 2002–03             | 2. Bundesliga       | 30         | 2          | 1         | 0         | –       | –       | 31        | 2         |
| Karlsruher SC       | Tổng cộng           | Tổng cộng           | 61         | 7          | 2         | 0         | –       | –       | 63        | 7         |
| Bayer Leverkusen    | 2003–04             | Bundesliga          | 14         | 1          | 1         | 0         | –       | –       | 15        | 1         |
| Bayer Leverkusen    | 2004–05             | Bundesliga          | 0          | 0          | 0         | 0         | 1       | 0       | 1         | 0         |
| Bayer Leverkusen    | 2005–06             | Bundesliga          | 29         | 1          | 1         | 0         | 2       | 0       | 32        | 0         |
| Bayer Leverkusen    | Tổng cộng           | Tổng cộng           | 43         | 2          | 2         | 0         | 3       | 0       | 48        | 2         |
| Werder Bremen       | 2006–07             | Bundesliga          | 32         | 1          | 0         | 0         | 12      | 1       | 44        | 2         |
| Werder Bremen       | 2007–08             | Bundesliga          | 23         | 1          | 0         | 0         | 8       | 0       | 31        | 1         |
| Werder Bremen       | 2008–09             | Bundesliga          | 24         | 0          | 6         | 0         | 12      | 0       | 42        | 0         |
| Werder Bremen       | 2009–10             | Bundesliga          | 30         | 1          | 6         | 0         | 18      | 0       | 54        | 1         |
| Werder Bremen       | 2010–11             | Bundesliga          | 29         | 0          | 2         | 0         | 6       | 1       | 37        | 1         |
| Werder Bremen       | 2011–12             | Bundesliga          | 32         | 1          | 1         | 0         | –       | –       | 33        | 1         |
| Werder Bremen       | 2012–13             | Bundesliga          | 22         | 0          | 1         | 0         | –       | –       | 23        | 0         |
| Werder Bremen       | 2013–14             | Bundesliga          | 22         | 0          | 1         | 0         | –       | –       | 23        | 0         |
| Werder Bremen       | 2014–15             | Bundesliga          | 27         | 0          | 3         | 1         | –       | –       | 30        | 1         |
| Werder Bremen       | 2015–16             | Bundesliga          | 29         | 1          | 4         | 0         | –       | –       | 33        | 1         |
| Werder Bremen       | Tổng cộng           | Tổng cộng           | 270        | 5          | 24        | 1         | 56      | 2       | 350       | 8         |
| Tổng cộng sự nghiệp | Tổng cộng sự nghiệp | Tổng cộng sự nghiệp | 406        | 24         | 29        | 1         | 59      | 2       | 494       | 27        |

## Danh hiệu
- Bremen
  - Về nhì Bundesliga:2007-08
  - Cúp quốc gia Đức:2006
- ĐTQG
  - Về nhì Euro:2008